# Yaser Hamed
Yaser Hamed Mayor (Leioa, 9 dicembre 1997) è un calciatore spagnolo naturalizzato palestinese, difensore dell'Al-Gharafa e della nazionale palestinese.

## Carriera

### Club
Ha giocato nella prima divisione egiziana ed in quella qatariota e tra la terza e la quarta divisione spagnola.

### Nazionale
Nel 2019 ha esordito in nazionale.
Nel 2023 ha partecipato alla Coppa d'Asia.

## Statistiche

### Cronologia presenze e reti in nazionale
| Cronologia completa delle presenze e delle reti in nazionale ― Palestina | Cronologia completa delle presenze e delle reti in nazionale ― Palestina | Cronologia completa delle presenze e delle reti in nazionale ― Palestina | Cronologia completa delle presenze e delle reti in nazionale ― Palestina | Cronologia completa delle presenze e delle reti in nazionale ― Palestina | Cronologia completa delle presenze e delle reti in nazionale ― Palestina | Cronologia completa delle presenze e delle reti in nazionale ― Palestina | Cronologia completa delle presenze e delle reti in nazionale ― Palestina |
| Data                                                                     | Città                                                                    | In casa                                                                  | Risultato                                                                | Ospiti                                                                   | Competizione                                                             | Reti                                                                     | Note                                                                     |
| ------------------------------------------------------------------------ | ------------------------------------------------------------------------ | ------------------------------------------------------------------------ | ------------------------------------------------------------------------ | ------------------------------------------------------------------------ | ------------------------------------------------------------------------ | ------------------------------------------------------------------------ | ------------------------------------------------------------------------ |
| 30-7-2019                                                                | Kerbala                                                                  | Yemen                                                                    | 0 – 1                                                                    | Palestina                                                                | WAFF Championship 2019 - 1º turno                                        | 1                                                                        |                                                                          |
| 2-8-2019                                                                 | Kerbala                                                                  | Palestina                                                                | 1 – 2                                                                    | Iraq                                                                     | WAFF Championship 2019 - 1º turno                                        | -                                                                        | 82’                                                                      |
| 5-8-2019                                                                 | Kerbala                                                                  | Libano                                                                   | 0 – 0                                                                    | Palestina                                                                | WAFF Championship 2019 - 1º turno                                        | -                                                                        |                                                                          |
| 11-8-2019                                                                | Kerbala                                                                  | Palestina                                                                | 4 – 3                                                                    | Siria                                                                    | WAFF Championship 2019 - 1º turno                                        | -                                                                        | 64’                                                                      |
| 5-9-2019                                                                 | Al-Ram                                                                   | Palestina                                                                | 2 – 0                                                                    | Uzbekistan                                                               | Qual. Mondiali 2022                                                      | -                                                                        |                                                                          |
| 10-9-2019                                                                | Singapore                                                                | Singapore                                                                | 2 – 1                                                                    | Palestina                                                                | Qual. Mondiali 2022                                                      | 1                                                                        |                                                                          |
| 15-10-2019                                                               | Al-Ram                                                                   | Palestina                                                                | 0 – 0                                                                    | Arabia Saudita                                                           | Qual. Mondiali 2022                                                      | -                                                                        |                                                                          |
| 14-11-2019                                                               | Arad                                                                     | Yemen                                                                    | 1 – 0                                                                    | Palestina                                                                | Qual. Mondiali 2022                                                      | -                                                                        |                                                                          |
| 19-11-2019                                                               | Tashkent                                                                 | Uzbekistan                                                               | 2 – 0                                                                    | Palestina                                                                | Qual. Mondiali 2022                                                      | -                                                                        |                                                                          |
| 30-3-2021                                                                | Riyad                                                                    | Arabia Saudita                                                           | 5 – 0                                                                    | Palestina                                                                | Qual. Mondiali 2022                                                      | -                                                                        | 45’                                                                      |
| 3-6-2021                                                                 | Riyad                                                                    | Palestina                                                                | 4 – 0                                                                    | Singapore                                                                | Qual. Mondiali 2022                                                      | 1                                                                        |                                                                          |
| 15-6-2021                                                                | Riyad                                                                    | Palestina                                                                | 3 – 0                                                                    | Yemen                                                                    | Qual. Mondiali 2022                                                      | 1                                                                        | 66’                                                                      |
| 2-9-2021                                                                 | Biškek                                                                   | Kirghizistan                                                             | 1 – 0                                                                    | Palestina                                                                | Amichevole                                                               | -                                                                        |                                                                          |
| 5-9-2021                                                                 | Biškek                                                                   | Bangladesh                                                               | 0 – 2                                                                    | Palestina                                                                | Amichevole                                                               | 1                                                                        | 3’                                                                       |
| 1-12-2021                                                                | Al Wakrah                                                                | Marocco                                                                  | 4 – 0                                                                    | Palestina                                                                | Coppa araba FIFA 2021 - 1º turno                                         | -                                                                        |                                                                          |
| 4-12-2021                                                                | Al Rayyan                                                                | Palestina                                                                | 1 – 1                                                                    | Arabia Saudita                                                           | Coppa araba FIFA 2021 - 1º turno                                         | -                                                                        |                                                                          |
| 7-12-2021                                                                | Doha                                                                     | Giordania                                                                | 5 – 1                                                                    | Palestina                                                                | Coppa araba FIFA 2021 - 1º turno                                         | -                                                                        |                                                                          |
| 8-6-2022                                                                 | Ulan Bator                                                               | Palestina                                                                | 1 – 0                                                                    | Mongolia                                                                 | Qual. Coppa d'Asia 2023                                                  | -                                                                        |                                                                          |
| 11-6-2022                                                                | Ulan Bator                                                               | Yemen                                                                    | 0 – 5                                                                    | Palestina                                                                | Qual. Coppa d'Asia 2023                                                  | -                                                                        |                                                                          |
| 14-6-2022                                                                | Ulan Bator                                                               | Palestina                                                                | 4 – 0                                                                    | Filippine                                                                | Qual. Coppa d'Asia 2023                                                  | -                                                                        | 84’                                                                      |
| 25-3-2023                                                                | Al Muharraq                                                              | Bahrein                                                                  | 1 – 2                                                                    | Palestina                                                                | Amichevole                                                               | -                                                                        | 58’                                                                      |
| 14-6-2023                                                                | Surabaya                                                                 | Indonesia                                                                | 0 – 0                                                                    | Palestina                                                                | Amichevole                                                               | -                                                                        |                                                                          |
| 20-6-2023                                                                | Dalian                                                                   | Cina                                                                     | 2 – 0                                                                    | Palestina                                                                | Amichevole                                                               | -                                                                        | 86’                                                                      |
| 14-1-2024                                                                | Al Rayyan                                                                | Iran                                                                     | 4 – 1                                                                    | Palestina                                                                | Coppa d'Asia 2023 - 1º turno                                             | -                                                                        | 46’                                                                      |
| Totale                                                                   |                                                                          | Presenze                                                                 | 24                                                                       |                                                                          | Reti                                                                     | 5                                                                        |                                                                          |

## Palmarès

### Club

#### Competizioni internazionali
- Coppa della Confederazione CAF: 1

Zamalek: 2023-2024